# گذرگاه مرزی شلمچه
گذرگاه مرزی شَلَمچه گذرگاه مرزی میان ایران و عراق است. این گذرگاه در غرب خرمشهر از توابع استان خوزستان قرار دارد که نزدیک‌ترین نقطه مرزی به شهر بصره در کشور عراق می‌باشد.یکی از مهم‌ترین کارکردهای این گذرگاه، انتقال زائرین حسین بن علی به ویژه در ایام اربعین است. 

## موقعیت جغرافیایی
شلمچه در شمال‌غربی شهر خرمشهر قرار گرفته است. شلمچه از شمال به حسینیه، از جنوب به اروندرود، از سوی شرق به خرمشهر و از سوی غرب به خط مرزی ایران و عراق محدود می‌شود. منطقه‌ای در آن سوی مرز در خاک عراق نیز نام شلمچه بر خود دارد.

## شلمچه در جنگ عراق و ایران
شلمچه یکی از چند محور حمله ارتش عراق به ایران بود. ارتش عراق در ۳۱ شهریور ۱۳۵۹ با گذر از این منطقه به‌سوی خرمشهر حمله کرد. عراقی‌ها در این منطقه که از دید راهبردی برایشان مهم بود استحکامات جنگی بسیاری ایجاد کرده بودند. پس از عملیات بیت‌المقدس که به بازپس‌گیری خرمشهر توسط رزمندگان ایران انجامید این منطقه همچنان در دست ارتش عراق بود.

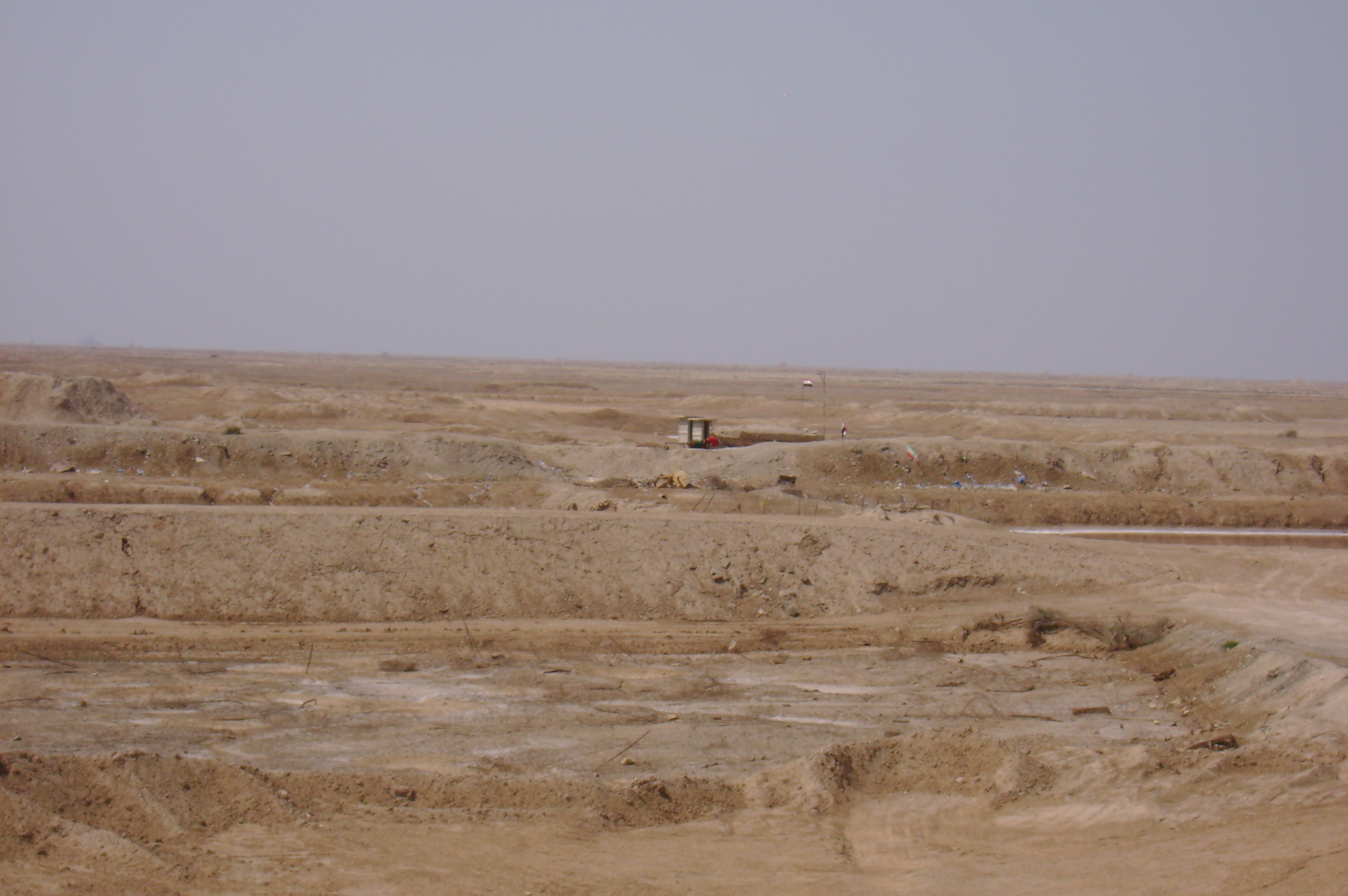
نمایی از مرز میان ایران و عراق در شلمچه

سرانجام در عملیات کربلای ۵ در دی‌ماه ۱۳۶۵ شلمچه به‌دست نیروهای ایرانی افتاد. این منطقه مجدداً در ۸ صبح ۴ خرداد سال ۱۳۶۷ پس از حدود ۸ ساعت نبرد میان نیروهای دو طرف به‌دست ارتش عراق افتاد. بنابر گفتهٔ محسن رضایی، علی‌رغم اطلاع نیروهای ایرانی از حمله، ارادهٔ لازم برای مقابله با نیروهای عراق و حفظ شلمچه وجود نداشت.